# 科尔卡堂区
科尔卡堂区是拉脫維亞庫爾蘭地区，塔爾西市鎮的一个行政单位。

## 科尔卡堂区内的村庄
- 科尔卡 - 堂区行政中心
- 科什拉格斯（英语：Košrags）
- 马济尔贝（英语：Mazirbe）
- 皮特拉格斯（英语：Pitrags）
- 绍纳格斯（英语：Saunags）
- 斯基克拉格斯（英语：Sīkrags）
- 乌希
- 瓦伊德（英语：Vaide）